# Chlorophorus semiruber
Chlorophorus semiruber là một loài bọ cánh cứng trong họ Cerambycidae.